# Riberas
Riberas ist eines von fünf Parroquias in der Gemeinde Soto del Barco der Autonomen Region Asturien in Spanien.
 Die 385 Einwohner (2011) leben in 15 Dörfern auf einer Fläche von 11,48 km². Riberas, der Hauptort der gleichnamigen Parroquia, liegt 3,3 km von der Gemeindehauptstadt entfernt.

## Sehenswertes
- Schloss Palacio de Bouza in Riberas
- Pfarrkirche Santa María in Riberas

## Feste
- 3. Februar „San Blas“
- 15. August „Nuestra Señora de la Asunción“

## Dörfer und Weiler im Parroquia
- La Barrera – 9 Einwohner 2007
- La Bernadal – 68 Einwohner 2007 43° 30′ 30″ N, 6° 4′ 13″ W
- La Carretera – 42 Einwohner 2007
- Carrocero – 16 Einwohner 2007
- Cotollano – 27 Einwohner 2007
- La Llamera – 29 Einwohner 2007
- Monterrey – 60 Einwohner 2007 43° 30′ 3″ N, 6° 4′ 16″ W
- Las Rabias – 6 Einwohner 2007
- Riberas – 81 Einwohner 2007 43° 30′ 3″ N, 6° 4′ 16″ W
- Santa Eulalia – 10 Einwohner 2007
- El Truébano – 7 Einwohner 2007
- Ucedo – 21 Einwohner 2007
- Los Veneros – 28 Einwohner 2007
- La Quintanona – 13 Einwohner 2007
- La Bimera – 7 Einwohner 2007